# Szymon Chudy
Szymon Chudy (ur. 26 sierpnia 1990 w Lewinie Brzeskim) – polski muzyk, kompozytor, producent muzyczny i instrumentalista, kojarzony głównie ze współpracy z formacją Star Guard Muffin, której jest współzałożycielem. Od 2012 współtworzy zespół Chilli Crew oraz pracuje jako muzyk sesyjny, współpracując z artystami takimi jak Mesajah, Naaman, Natural Dread Killaz, Rafał Majewski, Stefan Gąsieniec i inni.

## Działalność artystyczna
W 2008 roku wraz z przyjaciółmi założył zespół Star Guard Muffin, który zadebiutował rok później minialbumem pt. Ziemia Obiecana. Materiał został wydany samodzielnie przez zespół.
W 2010 roku wokalista formacji, Kamil Bednarek, wziął udział w trzeciej edycji programu Mam talent! emitowanego przez stację telewizyjną TVN. Na castingu zaprezentował piosenkę "I" z repertuaru Kurta Nilsena, wyprodukowaną i nagraną przez Chudego. W kolejnych etapach wykonał utwory "Tears in Heaven" Erica Claptona oraz "Is This Love" Boba Marleya. Chudy wziął udział w nagraniach oraz produkcji obu kompozycji. W listopadzie razem z zespołem wydał debiutancką płytę pt. Szanuj, która w dwa miesiące uzyskała status podwójnej platyny.
W kwietniu 2011 wraz ze Star Guard Muffin poleciał na Jamajkę, gdzie wziął udział w sesji nagraniowej w studio Boba Marleya - Tuff Gong. Efektem podróży był minialbum pt. Jamaican Trip, nagrodzony złotą płytą. Tego samego roku muzyk wraz z zespołem wystąpił na XLVIII Krajowym Festiwalu Piosenki Polskiej w Opolu, gdzie zaprezentowali piosenkę Marka Grechuty "Dni, których nie znamy" w aranżacji Chudego (z wyłączeniem orkiestry TVP).
Z początkiem 2012 roku, formacja Star Guard Muffin zawiesiła działalność. Chudy decyduje się kontynuować współpracę z basistą Jakubem Wojciechowskim, z którym współtworzy duet producencki Chilli Crew.
W tym samym czasie Chudy, jako jedyny Polak, zostaje zaproszony do grupy dwustu najlepiej rokujących, młodych, europejskich muzyków, wybieranych przez Euro-Med Youth Music Expo. W efekcie bierze udział w serii koncertów i warsztatów w miejscowości Limassol na Cyprze.

## Dyskografia
Występy gościnne
| Rok  | Wykonawca/Album                                                           | Utwór                                    | Źródło |
| ---- | ------------------------------------------------------------------------- | ---------------------------------------- | ------ |
| 2012 | Mixtura - Duch w Maszynie - Data: 23 listopada 2012 - Wydawca: UrbanRec   | - "Ducha nie gaście" (solo Szymon Chudy) | [ 9 ]  |
| 2012 | Rafał Majewski - Let It Snow - Data: 22 grudnia 2012 - Wydanie niezależne | - "Let It Snow" (gitary Szymon Chudy)    | [ 10 ] |